# Araslanovo (meteorito)
El meteorito de Araslanovo es un meteorito condrítico encontrado alrededor de 1973 en Araslanovo (Unión Soviética, actualmente Rusia). Tiene una masa de 132 kg.

## Historia
El meteorito fue descubierto en torno a 1973 —la fecha no es conocida con exactitud— por Vladimir Tikhonoval cuando araba un campo cerca del pueblo de Araslanovo (Tartaristán, Unión Soviética). La masa era de color marrón y pesaba 132 kg. En 2003 se envió un trozo de la misma al Instituto Vernadsky de Moscú para su identificación.

## Composición y clasificación
Los minerales predominantes en el meteorito son olivino, Fa26.2 PMD 4%, y piroxeno, Fs22.4Wo1.4. Su composición es intermedia entre la de una condrita L y la de una LL, albergando camacita (con un contenido de Ni del 4,8 - 6,6% y de Co del 0,6 - 1,0%) y taenita (contenido de Ni del 35 - 47% y de Co del 0,1 - 0,3%). Algunos granos de troilita contienen cobre (hasta un 2% en peso). Su grado de impacto es S4 y el de meteorización W1.
El meteorito de Araslanovo está catalogado como condrita L/LL5, siendo el segundo más masivo de este grupo detrás del de Knyahinya.